# Sauve
Pour les articles homonymes, voir Sauve (homonymie).
Ne pas confondre avec La Sauve, commune du département de la Gironde.
Sauve est une commune française située dans le centre du département du Gard en région Occitanie.
Exposée à un climat méditerranéen, elle est drainée par le Vidourle, le Rieu Massel, la Rivière Crespenou, le ruisseau de Crieulon, le ruisseau de Banassou. La commune possède un patrimoine naturel remarquable composé de quatre zones naturelles d'intérêt écologique, faunistique et floristique.
Sauve est une commune rurale qui compte 1 956 habitants en 2022.  Ses habitants sont appelés les Sauvains ou  Sauvaines.
Le patrimoine architectural de la commune comprend quatre  immeubles protégés au titre des monuments historiques : la maison Poch, inscrite en 1956, l'oppidum, classé en 1971 puis classé à nouveau en 1974, la Maison de l'Évêque, inscrite en 2004, et la tour de Môle, inscrite en 2004.

## Géographie
Village gardois bâti à flanc de rocher, au pied de la Mer des rochers ; situé en bordure du fleuve Vidourle, qui après un parcours souterrain ressurgit à las fons di Saouvé ; village médiéval très agréable et très visité durant le printemps et l'été.
|            | Durfort-et-Saint-Martin-de-Sossenac | Saint-Jean-de-Crieulon |
| Conqueyrac | Sauve                               | Quissac                |
| Pompignan  | Corconne                            | Liouc                  |

### Climat
Pour des articles plus généraux, voir Climat de l'Occitanie et Climat du Gard.
En 2010, le climat de la commune est de type climat méditerranéen franc, selon une étude s'appuyant sur une série de données couvrant la période 1971-2000. En 2020, Météo-France publie une typologie des climats de la France métropolitaine dans laquelle la commune est exposée à un climat méditerranéen et est dans la région climatique Provence, Languedoc-Roussillon, caractérisée par une pluviométrie faible en été, un très bon ensoleillement (2 600 h/an), un été chaud (21,5 °C), un air très sec en été, sec en toutes saisons, des vents forts (fréquence de 40 à 50 % de vents > 5 m/s) et peu de brouillards.
Pour la période 1971-2000, la température annuelle moyenne est de 14,1 °C, avec une amplitude thermique annuelle de 17,2 °C. Le cumul annuel moyen de précipitations est de 1 053 mm, avec 7,1 jours de précipitations en janvier et 3,2 jours en juillet. Pour la période 1991-2020, la température moyenne annuelle observée sur la station météorologique la plus proche, située sur la commune de Vic-le-Fesq à 13 km à vol d'oiseau, est de 14,2 °C et le cumul annuel moyen de précipitations est de 844,7 mm,. Pour l'avenir, les paramètres climatiques de la commune estimés pour 2050 selon différents scénarios d'émission de gaz à effet de serre sont consultables sur un site dédié publié par Météo-France en novembre 2022.

### Milieux naturels et biodiversité
L’inventaire des zones naturelles d'intérêt écologique, faunistique et floristique (ZNIEFF) a pour objectif de réaliser une couverture des zones les plus intéressantes sur le plan écologique, essentiellement dans la perspective d’améliorer la connaissance du patrimoine naturel national et de fournir aux différents décideurs un outil d’aide à la prise en compte de l’environnement dans l’aménagement du territoire.
Deux ZNIEFF de type 1 sont recensées sur la commune :
les « collines marneuses du Banassou » (179 ha), couvrant 2 communes du département, et 
les « rivières du Crespenou et du Vidourle à Sauve » (29 ha)
et deux ZNIEFF de type 2, : 
- les « plaines de Pompignan et du Vidourle » (12 043 ha), couvrant 12 communes dont 9 dans le Gard et 3 dans l'Hérault[11] ;
- la « vallée du Vidourle de Sauve aux étangs » (691 ha), couvrant 21 communes dont 16 dans le Gard et 5 dans l'Hérault[12].

Carte des ZNIEFF de type 1 et 2 à Sauve.
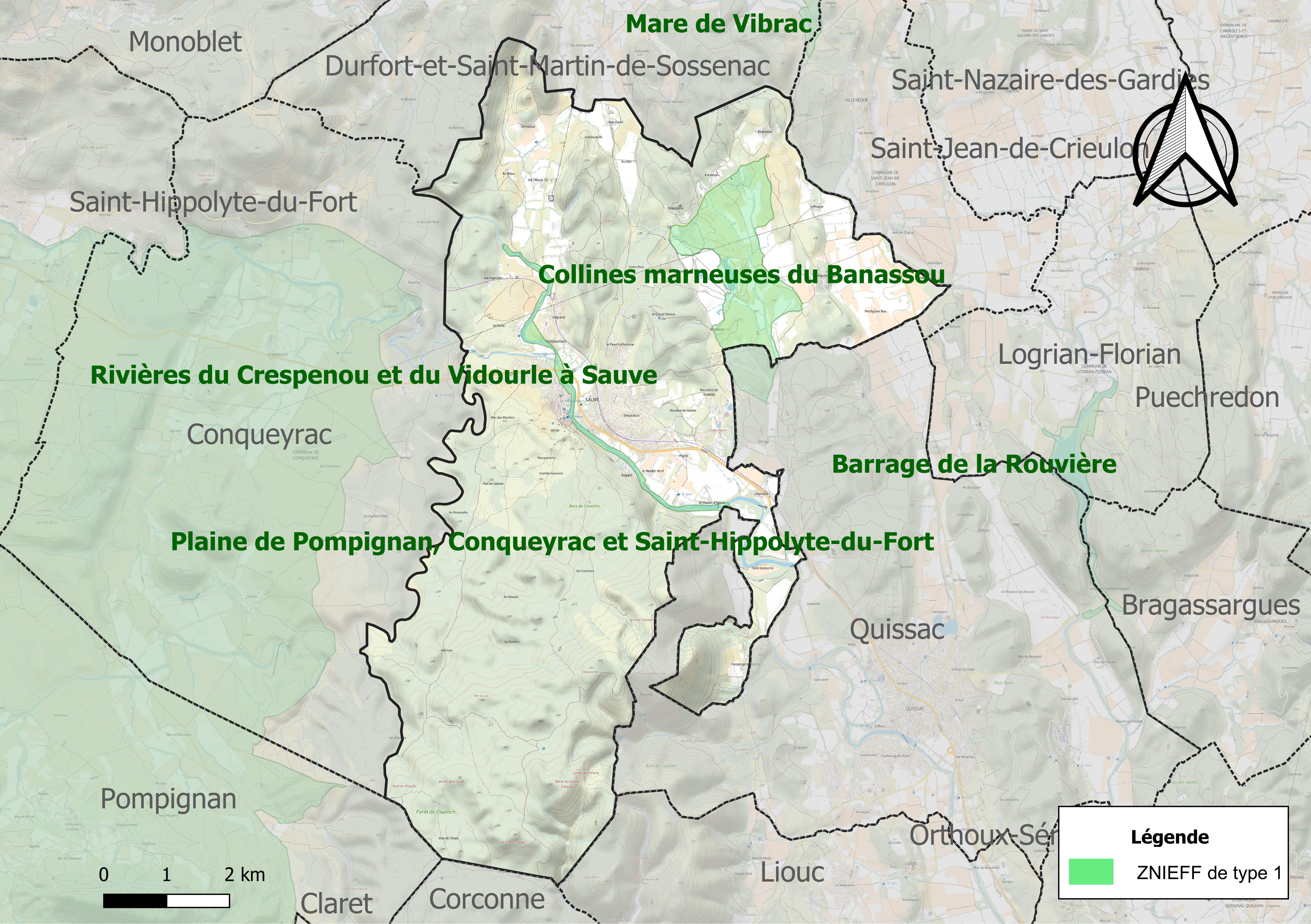
Carte des ZNIEFF de type 1 sur la commune.
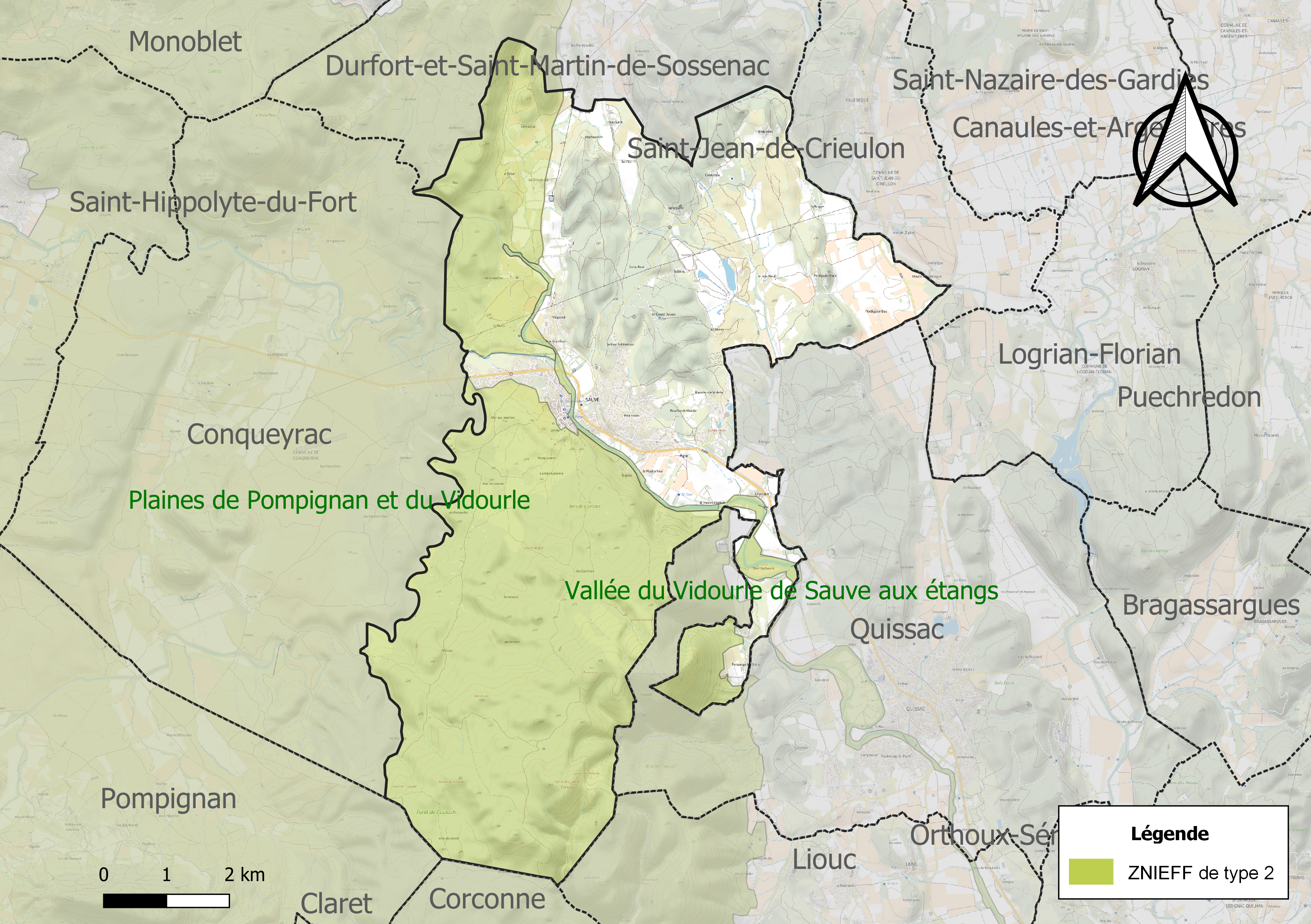
Carte des ZNIEFF de type 2 sur la commune.

## Urbanisme

### Typologie
Au 1er janvier 2024, Sauve est catégorisée bourg rural, selon la nouvelle grille communale de densité à sept niveaux définie par l'Insee en 2022.
Elle est située hors unité urbaine et hors attraction des villes,.

### Occupation des sols
L'occupation des sols de la commune, telle qu'elle ressort de la base de données européenne d’occupation biophysique des sols Corine Land Cover (CLC), est marquée par l'importance des forêts et milieux semi-naturels (76 % en 2018), une proportion sensiblement équivalente à celle de 1990 (76,6 %). La répartition détaillée en 2018 est la suivante : 
forêts (39,1 %), milieux à végétation arbustive et/ou herbacée (36,9 %), zones agricoles hétérogènes (13,2 %), prairies (4 %), cultures permanentes (3,2 %), zones urbanisées (2,9 %), zones industrielles ou commerciales et réseaux de communication (0,6 %). L'évolution de l’occupation des sols de la commune et de ses infrastructures peut être observée sur les différentes représentations cartographiques du territoire : la carte de Cassini (XVIIIe siècle), la carte d'état-major (1820-1866) et les cartes ou photos aériennes de l'IGN pour la période actuelle (1950 à aujourd'hui).

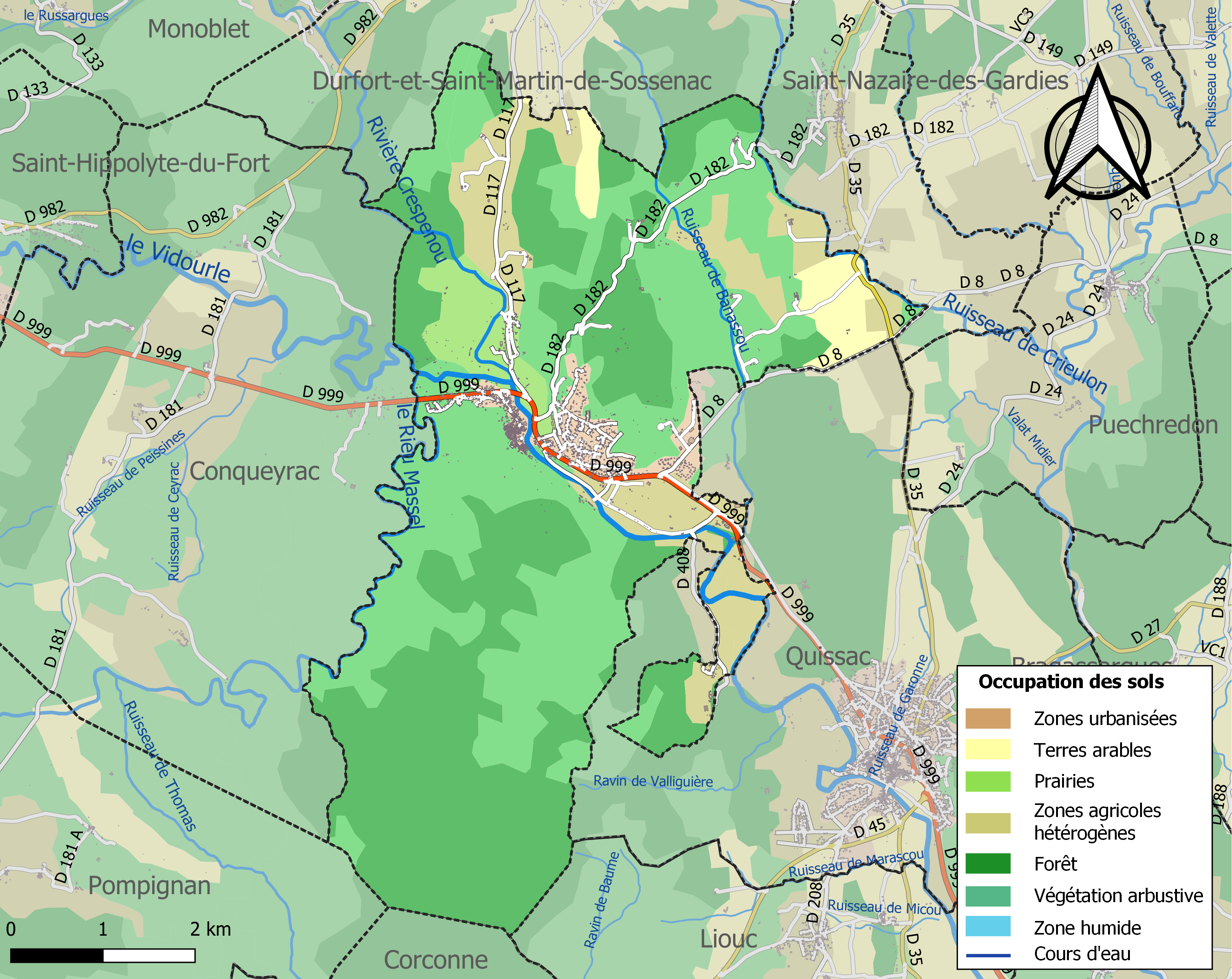
Carte des infrastructures et de l'occupation des sols de la commune en 2018 (CLC).

### Risques majeurs
Le territoire de la commune de Sauve est vulnérable à différents aléas naturels : météorologiques (tempête, orage, neige, grand froid, canicule ou sécheresse), inondations, feux de forêts et séisme (sismicité faible). Il est également exposé à un risque technologique,  le transport de matières dangereuses. Un site publié par le BRGM permet d'évaluer simplement et rapidement les risques d'un bien localisé soit par son adresse soit par le numéro de sa parcelle.

#### Risques naturels
Certaines parties du territoire communal sont susceptibles d’être affectées par le risque d’inondation par débordement de cours d'eau et par une crue torrentielle ou à montée rapide de cours d'eau, notamment le Vidourle, le Rieu Massel, la rivière Crespenou et le ruisseau de Crieulon. La commune a été reconnue en état de catastrophe naturelle au titre des dommages causés par les inondations et coulées de boue survenues en 1982, 1992, 1993, 1994, 1995, 2001, 2002, 2010 et 2021,.

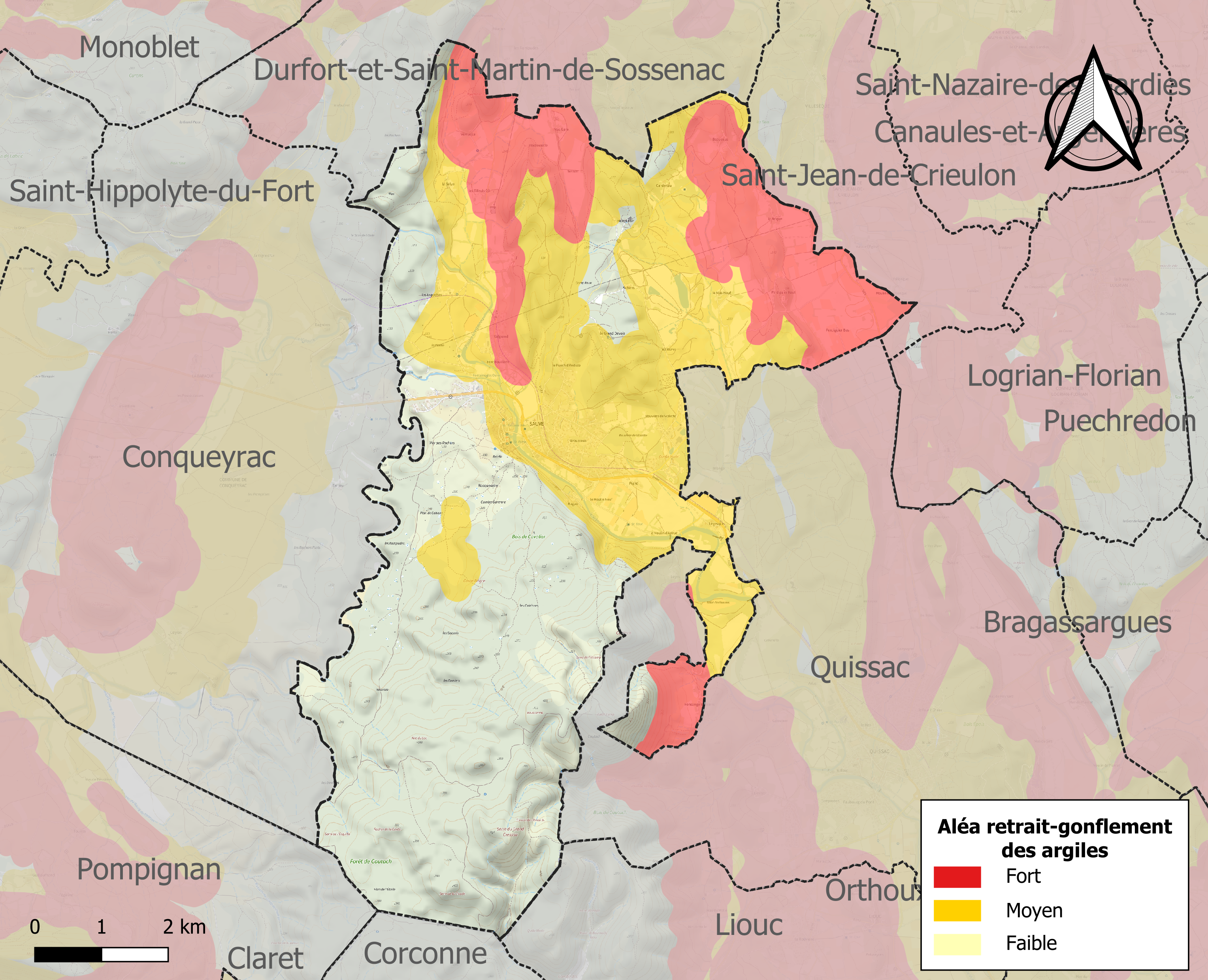
Carte des zones d'aléa retrait-gonflement des sols argileux de Sauve.

Le retrait-gonflement des sols argileux est susceptible d'engendrer des dommages importants aux bâtiments en cas d’alternance de périodes de sécheresse et de pluie. 52,5 % de la superficie communale est en aléa moyen ou fort (67,5 % au niveau départemental et 48,5 % au niveau national). Sur les 816 bâtiments dénombrés sur la commune en 2019, 719 sont en aléa moyen ou fort, soit 88 %, à comparer aux 90 % au niveau départemental et 54 % au niveau national. Une cartographie de l'exposition du territoire national au retrait gonflement des sols argileux est disponible sur le site du BRGM,.
Par ailleurs, afin de mieux appréhender le risque d’affaissement de terrain, l'inventaire national des cavités souterraines permet de localiser celles situées sur la commune.

#### Risques technologiques
Le risque de transport de matières dangereuses sur la commune est lié à sa traversée par des infrastructures routières ou ferroviaires importantes ou la présence d'une canalisation de transport d'hydrocarbures. Un accident se produisant sur de telles infrastructures est en effet susceptible d’avoir des effets graves au bâti ou aux personnes jusqu’à 350 m, selon la nature du matériau transporté. Des dispositions d’urbanisme peuvent être préconisées en conséquence.

## Toponymie
En occitan : Seuva ou Sauva.[réf. nécessaire]

## Histoire
La première occupation humaine d’importance est un oppidum des périodes gauloise et romaine : l'oppidum de Mus se trouve à 2,5 km au nord du village actuel,.
Les premières mentions du bourg de Sauve sont plus tardives : selon les ouvrages consultés, le « castrum » de Sauve est cité pour la première fois en 898 ou une soixantaine d’années plus tard, en 959,. La bibliographie s’accorde en revanche pour situer le premier lieu d’implantation dans la zone haute de Sauve, au niveau de la mer de Rochers.
L’habitat se fixe ensuite en zone basse, sur le site actuel, à partir du début du XIe siècle. Lorsqu’une abbaye y est fondée par les seigneurs de Sauve : elle occupait l’emplacement actuel de la mairie et de la place Astruc. La ville est marquée, du XIe au XIIIe siècle, par la présence de la puissante famille de Sauve-Anduze qui possède également la ville stratégique de Sommières. Les Anduze se qualifient d'ailleurs selon les chroniques du temps du curieux et rare titre d'origine perse de "Satrapes de Sauve". Cette période voit la construction du Pont Vieux et des remparts et le développement commercial de la ville, point de passage du Vidourle. La ville connaît alors un premier développement autour de l’enclos abbatial et du Pont Vieux, rive droite mais aussi rive gauche avec la formation du faubourg de la Vabre.
Au XIIIe siècle, la seigneurie passera aux mains des Roquefeuil, descendants des Anduze, puis fut confisquée par le roi de France avant d'être acquise par les évêques de Maguelonne. Elle sera ensuite partagée entre plusieurs seigneurs.
À la période moderne, la ville est majoritairement protestante. Sur le plan économique, elle voit son importance décliner au profit de la ville voisine de Saint-Hippolyte du Fort à partir du XVIIe siècle : Sauve produit comme d’autres villes des textiles (bas de laine), mais les échanges importants se font à Saint-Hippolyte, ou à Nîmes, et la ville reste avant tout un centre de production agricole. À la fin du XVIIe siècle, la construction du Pont Neuf entraîne un déplacement des activités d’hébergement et de transit des marchandises vers le secteur des Combes, aujourd’hui place Florian. Le secteur nord de la ville se développe.
Aux portes de Cévennes, Sauve fut un bastion lors de la guerre des camisards. L’église abbatiale, le château de Roquevaire, sont incendiés, de nouvelles fortifications sont édifiées (de cette époque date la construction du Castelas, qui domine la ville). L’église actuelle a été reconstruite au cours du XVIIIe siècle Les casernes (écrites "cazernes" sur leur fronton) sont construites en 1759.
Les dragons du roi avaient élu domicile dans des bâtisses qu'aujourd'hui encore on nomme, les casernes, actuellement accolées à l'école publique. Autrefois, ce village était une cité plus importante que Nîmes, aujourd'hui préfecture gardoise.
Plusieurs événements naturels (débordements du Vidourle, intempéries) se produisent au cours du XVIIIe siècle et mettent à mal l'économie du village.
La physionomie de la ville change avec la destruction, pendant la période révolutionnaire, de l’enclos abbatial. Sur son ancienne emprise, la mairie de style néo classique avec son portique à colonnes est construite, dans la première moitié du XIXe siècle. À la même époque, le temple est construit place Florian, lui aussi de style néo classique très sobre avec un vaste fronton triangulaire couronnant la façade. Enfin la gare de chemin de fer est édifiée en 1872.
La campagne de Sauve, au XIXe siècle, n'ignore pas la culture du mûrier, notamment sur le domaine de Vestric, qui s’étendait également sur la commune de Saint-Jean-de-Crieulon. Dans les années 1860, cette culture sera anéantie, et remplacée par la vigne : la crise du mûrier et de l’élevage des vers coïncidant, à quelques années près, avec l’arrivée du chemin de fer qui permettra la diffusion de la production viticole. L’activité urbaine mêle alors activités industrielles, artisanales, agricoles, avec l’installation de fabriques de bonneteries, de distilleries et la poursuite de la production, en grand nombre, de fourches de micocouliers.
Sauve a toujours été très célèbre pour ses fourches, fabriquées avec le bois du micocoulier (micoucoule qui voulait dire petite baie noire, comme les fruits du même arbre), ainsi que pour ses cerises dont les arbres étaient plantés dans la Mer des Rochers, site visité par de nombreux touristes en été, qui ne connaît actuellement plus de vie arboricole, ni agricole, ni toute autre activité humaine qui fourmillait auparavant. Sauve est un village médiéval très bien conservé dont la visite en été est très agréable à travers ses rues en pentes, ses escaliers, ses porches et ses passages couverts, ses nombreux éléments d'architecture présents sur les façades, et dont l'origine se situe entre le XVe et le XVIIIe siècle.

## Hymne
| Occità (original) | Français |
| --- | --- |
| La Saouvenco Refrain : O Saouve, O tus douce patrio Fin lous éfants de ta familho Taïmen d'amour, taïmen de corp Té cantarin fin-que à la mort. Couplets : Amoundaou, vésé là d'intré les rocs quillado Sus un plan inclina fièramen estadiado En sas tourré géanto e soun vielh Castelas Superbo commandant lou Vidourlé aïcibas. Dé peiro e des roucas es clafi son terraïre. Es d'aqui qu'à plaisi, sous fourquiès banédiaïres Sé naousou din l'air sous béu frus savourous. Dun ron espectavlou, réboundis merveilhouso un font de bonhur es lindo e fresquo nou fara tous gaou, evesca vielh couvent Roco Vaïre Saint-Jion, mysterious avens. Coumo toutes sous gars, sous valles e sas filhos dé sous roudiés duraos, on la fresquo qué brillo sous corps sont de diamant, d'aqui ven qué toudiour Séguiran lous saouven lou drapéou dé l'hounour. O Diou tous qué d'amoun dirigés nostré moundé déles escarta lou maou e què lou bé y aboundé maintins y l'unioun, la paz et sous éfants de sa patrio fiers, tréfoulis cantaran. | La Sauvaine : Refrain : Ô Sauve, Ô ta douce patrie jusqu'aux enfants de ta famille Je t'aime d'amour, je t'aime de corps Je te chanterai jusqu'à la mort. Couplets : La haut, je vois là entre les rochers dressé Sur un plan incliné fièrement établi Et ses tours géantes et son vieux Castelas Dominant superbement le Vidourle ici-bas. De pierres et de rocs son terroir est couvert, C'est ici qu'à plaisir sous ses fourches cornues (?) On sent dans l'air ses beaux fruits savoureux (cerises). (à compléter) |

## Politique et administration
Joseph Malgoire a présenté la candidature de Corinne Lepage à l'élection présidentielle de 2002.

## Démographie
L'évolution du nombre d'habitants est connue à travers les recensements de la population effectués dans la commune depuis 1793. Pour les communes de moins de 10 000 habitants, une enquête de recensement portant sur toute la population est réalisée tous les cinq ans, les populations de référence des années intermédiaires étant quant à elles estimées par interpolation ou extrapolation. Pour la commune, le premier recensement exhaustif entrant dans le cadre du nouveau dispositif a été réalisé en 2007.

En 2022, la commune comptait 1 956 habitants, en évolution de +1,09 % par rapport à 2016 (Gard : +2,97 %, France hors Mayotte : +2,11 %).
| 1793  | 1800  | 1806  | 1821  | 1831  | 1836  | 1841  | 1846  | 1851  |
| ----- | ----- | ----- | ----- | ----- | ----- | ----- | ----- | ----- |
| 2 800 | 2 729 | 2 658 | 2 584 | 3 021 | 2 904 | 2 808 | 3 219 | 2 823 |

| 1856  | 1861  | 1866  | 1872  | 1876  | 1881  | 1886  | 1891  | 1896  |
| ----- | ----- | ----- | ----- | ----- | ----- | ----- | ----- | ----- |
| 2 442 | 2 552 | 2 508 | 2 314 | 2 287 | 2 349 | 2 440 | 2 387 | 2 185 |

| 1901  | 1906  | 1911  | 1921  | 1926  | 1931  | 1936  | 1946  | 1954  |
| ----- | ----- | ----- | ----- | ----- | ----- | ----- | ----- | ----- |
| 2 160 | 2 125 | 2 018 | 1 696 | 1 701 | 1 602 | 1 412 | 1 251 | 1 208 |

| 1962  | 1968  | 1975  | 1982  | 1990  | 1999  | 2006  | 2007  | 2012  |
| ----- | ----- | ----- | ----- | ----- | ----- | ----- | ----- | ----- |
| 1 388 | 1 328 | 1 277 | 1 417 | 1 606 | 1 690 | 1 836 | 1 856 | 1 969 |

| 2017  | 2022  | - | - | - | - | - | - | - |
| ----- | ----- | - | - | - | - | - | - | - |
| 1 928 | 1 956 | - | - | - | - | - | - | - |

## Économie

### Revenus
En 2018  (données Insee publiées en septembre 2021), la commune compte 818 ménages fiscaux, regroupant 1 679 personnes. La médiane du revenu disponible par unité de consommation est de 18 780 € (20 020 € dans le département).

### Emploi
|                | 2008   | 2013   | 2018   |
| -------------- | ------ | ------ | ------ |
| Commune        | 13,1 % | 14,2 % | 16,3 % |
| Département    | 10,6 % | 12 %   | 12 %   |
| France entière | 8,3 %  | 10 %   | 10 %   |

En 2018, la population âgée de 15 à 64 ans s'élève à 1 170 personnes, parmi lesquelles on compte 76,3 % d'actifs (60 % ayant un emploi et 16,3 % de chômeurs) et 23,7 % d'inactifs,. Depuis 2008, le taux de chômage communal (au sens du recensement) des 15-64 ans est supérieur à celui de la France et du département.
La commune est hors attraction des villes,. Elle compte 606 emplois en 2018, contre 566 en 2013 et 544 en 2008. Le nombre d'actifs ayant un emploi résidant dans la commune est de 731, soit un indicateur de concentration d'emploi de 83 % et un taux d'activité parmi les 15 ans ou plus de 55,7 %.
Sur ces 731 actifs de 15 ans ou plus ayant un emploi, 333 travaillent dans la commune, soit 46 % des habitants. Pour se rendre au travail, 75,9 % des habitants utilisent un véhicule personnel ou de fonction à quatre roues, 2,6 % les transports en commun, 8,6 % s'y rendent en deux-roues, à vélo ou à pied et 12,8 % n'ont pas besoin de transport (travail au domicile).

### Activités hors agriculture

#### Secteurs d'activités
255 établissements sont implantés  à Sauve au 31 décembre 2019. Le tableau ci-dessous en détaille le nombre par secteur d'activité et compare les ratios avec ceux du département,.
| Secteur d'activité                                                                                        | Commune | Commune | Département |
| Secteur d'activité                                                                                        | Nombre  | %       | %           |
| --- | ------- | ------- | ----------- |
| Ensemble                                                                                                  | 255     | 100 %   | (100 %)     |
| Industrie manufacturière, industries extractives et autres                                                | 24      | 9,4 %   | (7,9 %)     |
| Construction                                                                                              | 33      | 12,9 %  | (15,5 %)    |
| Commerce de gros et de détail, transports, hébergement et restauration                                    | 73      | 28,6 %  | (30 %)      |
| Information et communication                                                                              | 6       | 2,4 %   | (2,2 %)     |
| Activités financières et d'assurance                                                                      | 4       | 1,6 %   | (3 %)       |
| Activités immobilières                                                                                    | 14      | 5,5 %   | (4,1 %)     |
| Activités spécialisées, scientifiques et techniques et activités de services administratifs et de soutien | 38      | 14,9 %  | (14,9 %)    |
| Administration publique, enseignement, santé humaine et action sociale                                    | 35      | 13,7 %  | (13,5 %)    |
| Autres activités de services                                                                              | 28      | 11 %    | (8,8 %)     |

Le secteur du commerce de gros et de détail, des transports, de l'hébergement et de la restauration est prépondérant sur la commune puisqu'il représente 28,6 % du nombre total d'établissements de la commune (73 sur les 255 entreprises implantées  à Sauve), contre 30 % au niveau départemental.

#### Entreprises et commerces
Les cinq entreprises ayant leur siège social sur le territoire communal qui génèrent le plus de chiffre d'affaires en 2020 sont : 
- Vergnon Auto 2, commerce de voitures et de véhicules automobiles légers (1 084 k€)
- FP Construction Renovation, travaux de maçonnerie générale et gros œuvre de bâtiment (419 k€)
- Martinen, restauration traditionnelle (82 k€)
- 1501 Beautes, intermédiaires spécialisés dans le commerce d'autres produits spécifiques (76 k€)
- Ck3P, travaux de plâtrerie (55 k€)

L'un des deux sites d'Éminence est présent à Sauve, le siège étant basé à Aimargues.

#### Artisanat
La fourche dite de Sauve, en bois de micocoulier, est encore fabriquée selon la méthode ancestrale deux fois par semaine. On fabrique des fourches depuis au moins le XIIe siècle. Les Sauvains ont mis au point et perfectionné un ingénieux procédé de culture de la fourche. Magnifique objet d’un seul tenant en bois de micocoulier, entièrement fabriquée à la main. Reconnaissable à sa célèbre cravate d’écorce, elles sont vendues aux particuliers comme aux professionnels qui s’en servent toujours aujourd’hui dans l’agriculture et dans l’élevage. Mais quoique recherchée pour le textile (elle ne produit pas d'électricité statique) c'est une vente touristique et estivale ; menacée de disparition, la production est en forte diminution.

### Agriculture
La commune est dans les Garrigues, une petite région agricole occupant le centre du département du Gard. En 2020, l'orientation technico-économique de l'agriculture  sur la commune est la polyculture et/ou le polyélevage. 
|               | 1988 | 2000 | 2010 | 2020 |
| ------------- | ---- | ---- | ---- | ---- |
| Exploitations | 33   | 25   | 21   | 13   |
| SAU (ha)      | 628  | 281  | 543  | 282  |

Le nombre d'exploitations agricoles en activité et ayant leur siège dans la commune est passé de 33 lors du recensement agricole de 1988  à 25 en 2000 puis à 21 en 2010 et enfin à 13 en 2020, soit une baisse de 61 % en 32 ans. Le même mouvement est observé à l'échelle du département qui a perdu pendant cette période 61 % de ses exploitations,. La surface agricole utilisée sur la commune a également diminué, passant de 628 ha en 1988 à 282 ha en 2020. Parallèlement la surface agricole utilisée moyenne par exploitation a augmenté, passant de 19 à 22 ha.

## Culture locale et patrimoine

### Lieux et monuments

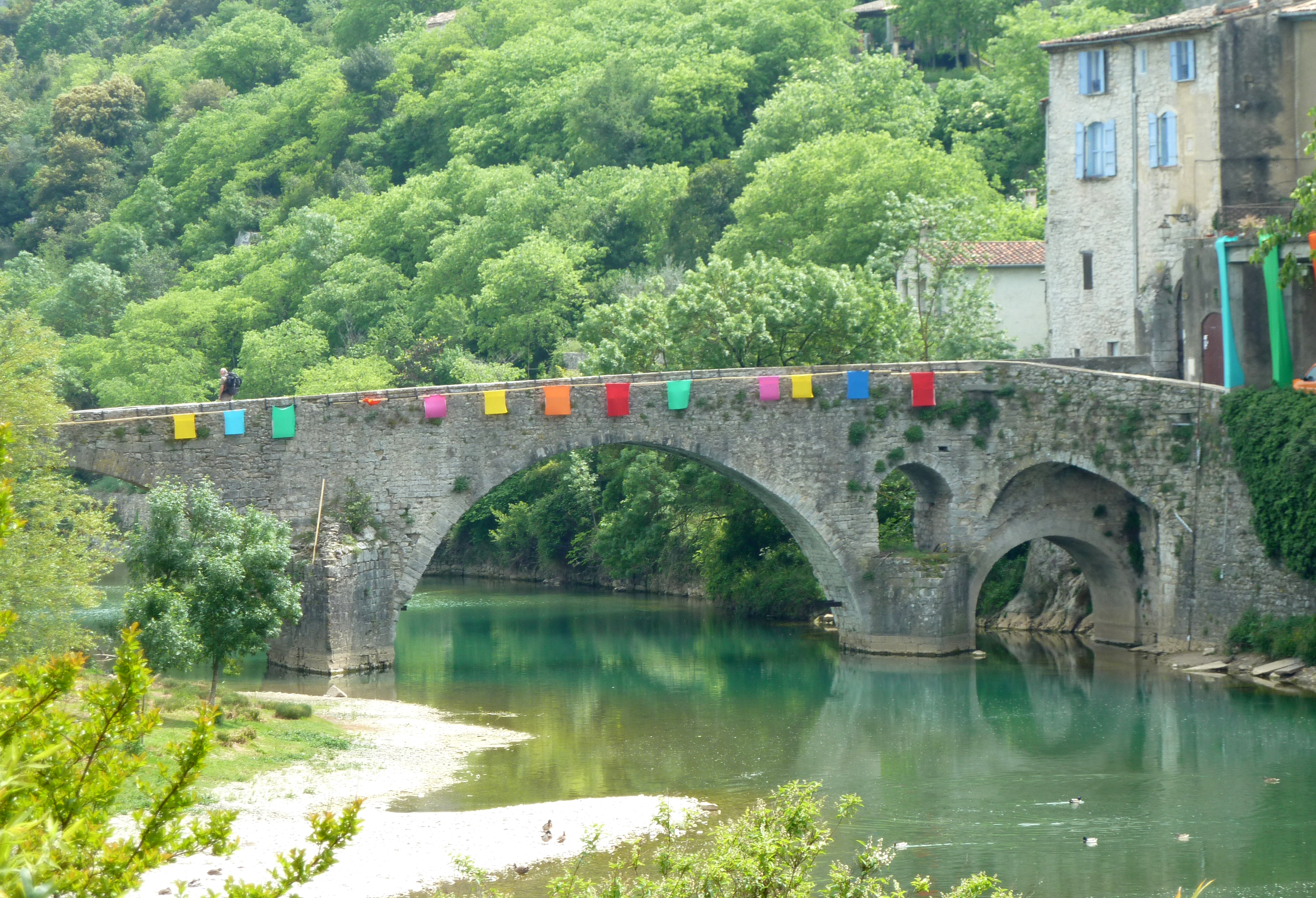
Pont de Sauve.

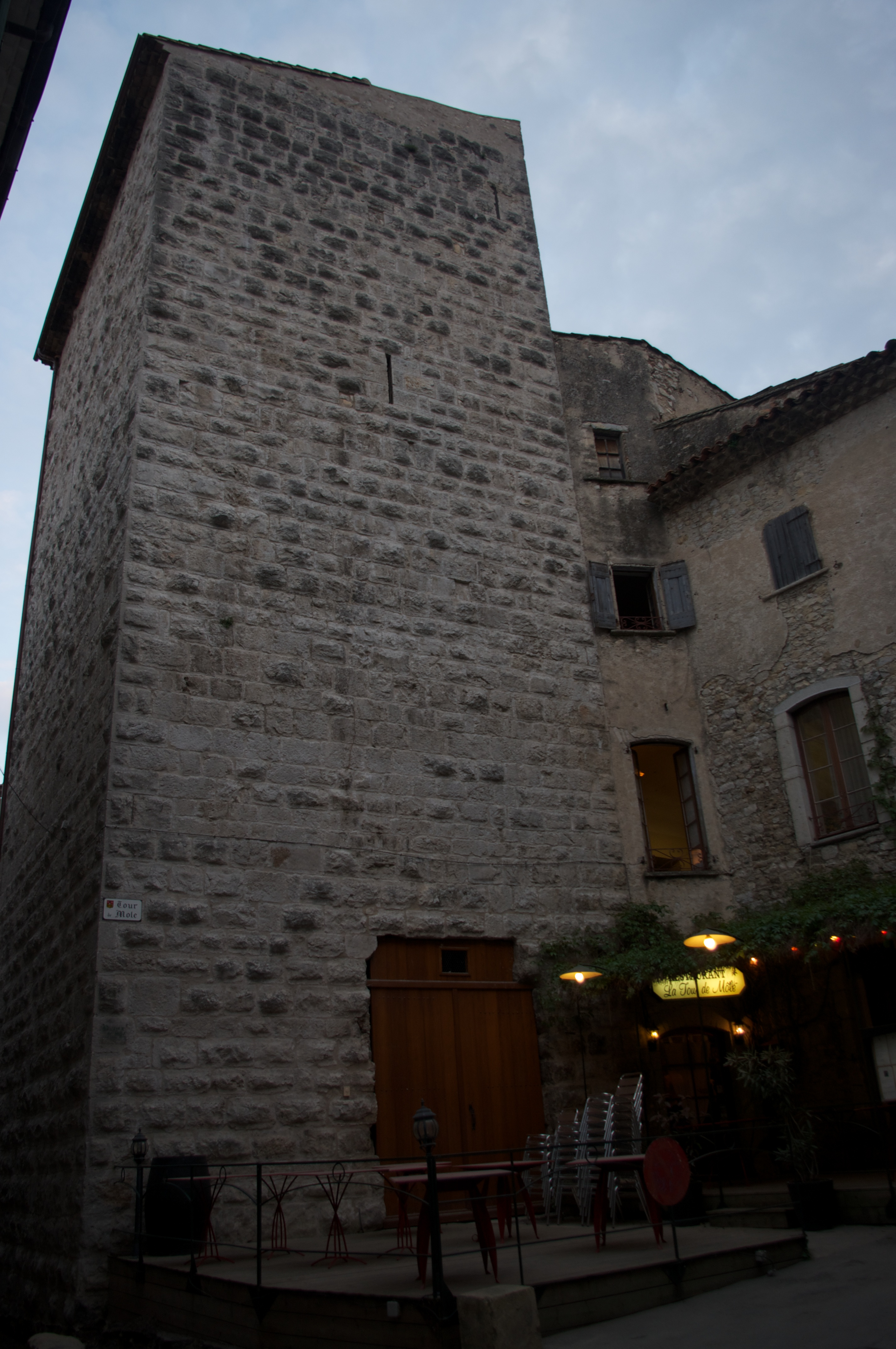
La tour de Môle.

La commune abrite quatre monuments historiques :
- la maison de l'Évêque, classée en 2004 (contrairement à ce qui est parfois dit, il ne s'agit pas d'un ancien évêché mais d'une demeure de villégiature de l'évêque de Maguelone) ;
- la maison Poch, inscrite en 1956 ;
- l'ancien oppidum de Mus, inscrit en 1971 ;
- la tour de Môle, inscrite en 2004.

Autres monuments et sites :
- le « pont vieux », d'origine médiévale, franchissant le Vidourle ;
- la fontaine de Sauve, résurgence de type vauclusien, particulièrement impressionnante en période de fortes pluies notamment à l'automne ;
- l'église Saint-Pierre de Sauve, très remaniée au XIXe et son puissant clocher carré ;
- la chapelle de Sauve ;
- la tour de l'horloge médiévale surmontée de son campanile en fer forgé abritant la cloche des heures ;
- le temple protestant et son vaste fronton triangulaire surmontant sa façade néoclassique de la première moitié du XIXe siècle ;
- l'hôtel de ville et son important portique à colonnes néoclassiques (vers 1820) en face de l'église ; sur la place sur laquelle se trouvent quelques maisons à arcades au rez-de-chaussée ainsi qu'une belle fontaine surmontée d'une statue en fonte de fer peinte en vert, sorte de déesse à l'antique semblant représenter la « Diane de Gabies » (milieu XIXe) ;
- le « conservatoire de la fourche », le seul lieu a pratiquer encore la fabrication de fourche en bois de micocoulier ; avec l'office de tourisme, il est installé au sein d'anciennes « cazernes » (casernes) du XVIIe siècle ;
- le village, à l'aspect très pittoresque, est accroché sur une pente abrupte dominant le Vidourle ; nombreuses ruelles avec passages voûtés, venelles et escaliers, nombreuses façades gothiques du XIVe au XVIIIe siècle ;
- la « mer de Rochers », un chaos de rochers calcaires. Cette zone de karst à tourelles et sorte de cité ruiniforme se visite gratuitement.

On y trouve les restes du château de Roquevaire, propriété privée ouverte au public pour les journées européennes du patrimoine, ou encore les restes du Castellas dominant la cité médiéval au sud ; plus au sud encore, les ruines de l'ancien château de La Roquette au-dessus d'une boucle du Vidourle.
- divers autres mas dont celui de Pigné ou Pignet remarquable (fin XVIIIe, début XIXe ; maison natale de Théodore Sivel) ;
- l'ancien établissement thermal de Fonsange-les-Bains au pied du massif de Coutach dont le point culminant domine Quissac et Sauve de 472 mètres ;
- le château de l'Évesque, résidence de Jean Astruc et le moulin à eau attenant, plus ancien ;
- à l'est de la commune, sur la route de Durfort, dominant cette dernière, l'élégant château de Valfons dont le corps de logis principal est entouré à chaque extrémité de deux tours rondes ;
- l'ancienne gare, aujourd'hui restaurant, datant de 1872, typique de l'architecture ferroviaire du PLM dans la seconde moitié du XIXe siècle.

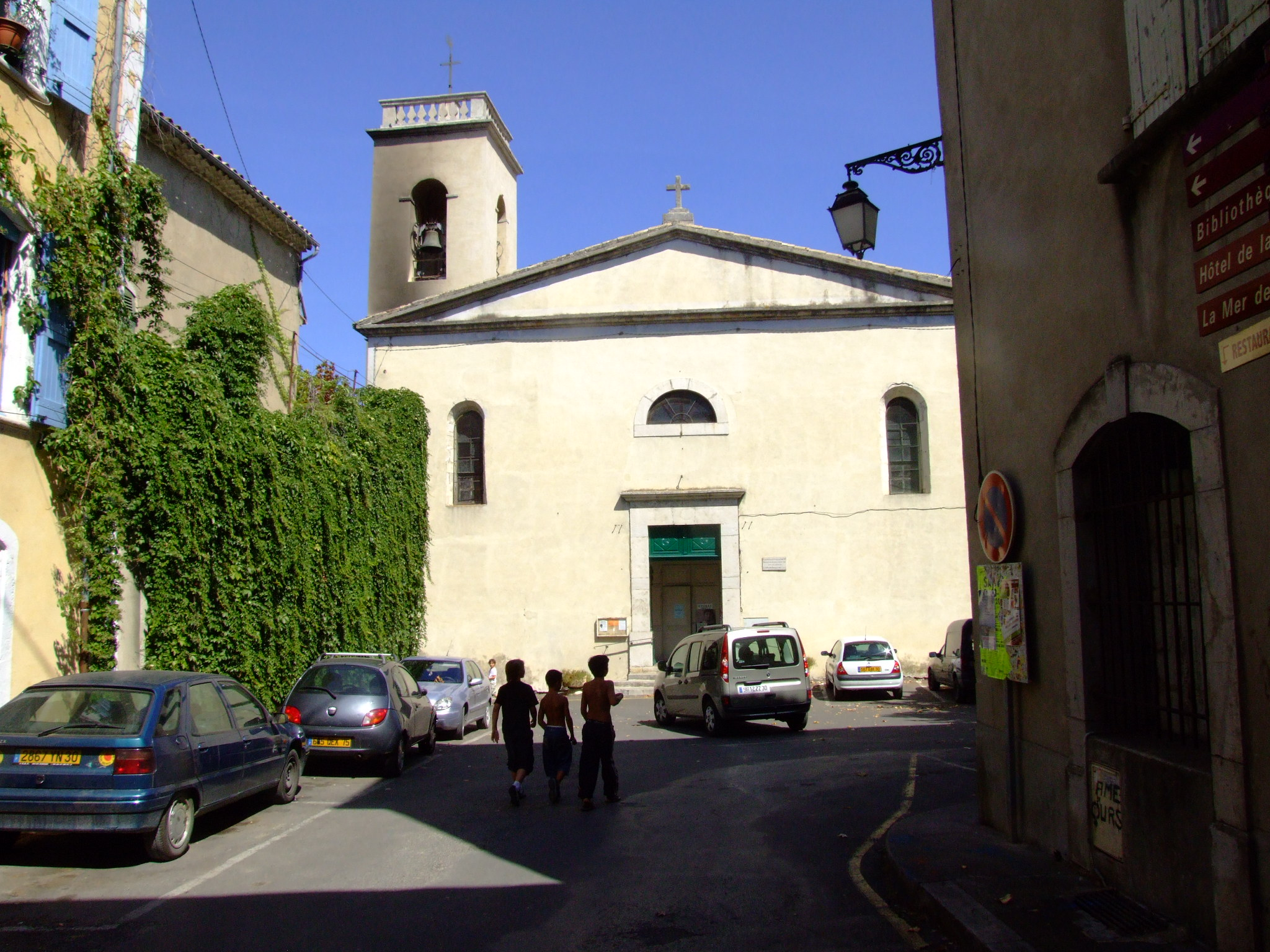
Église Saint-Pierre.
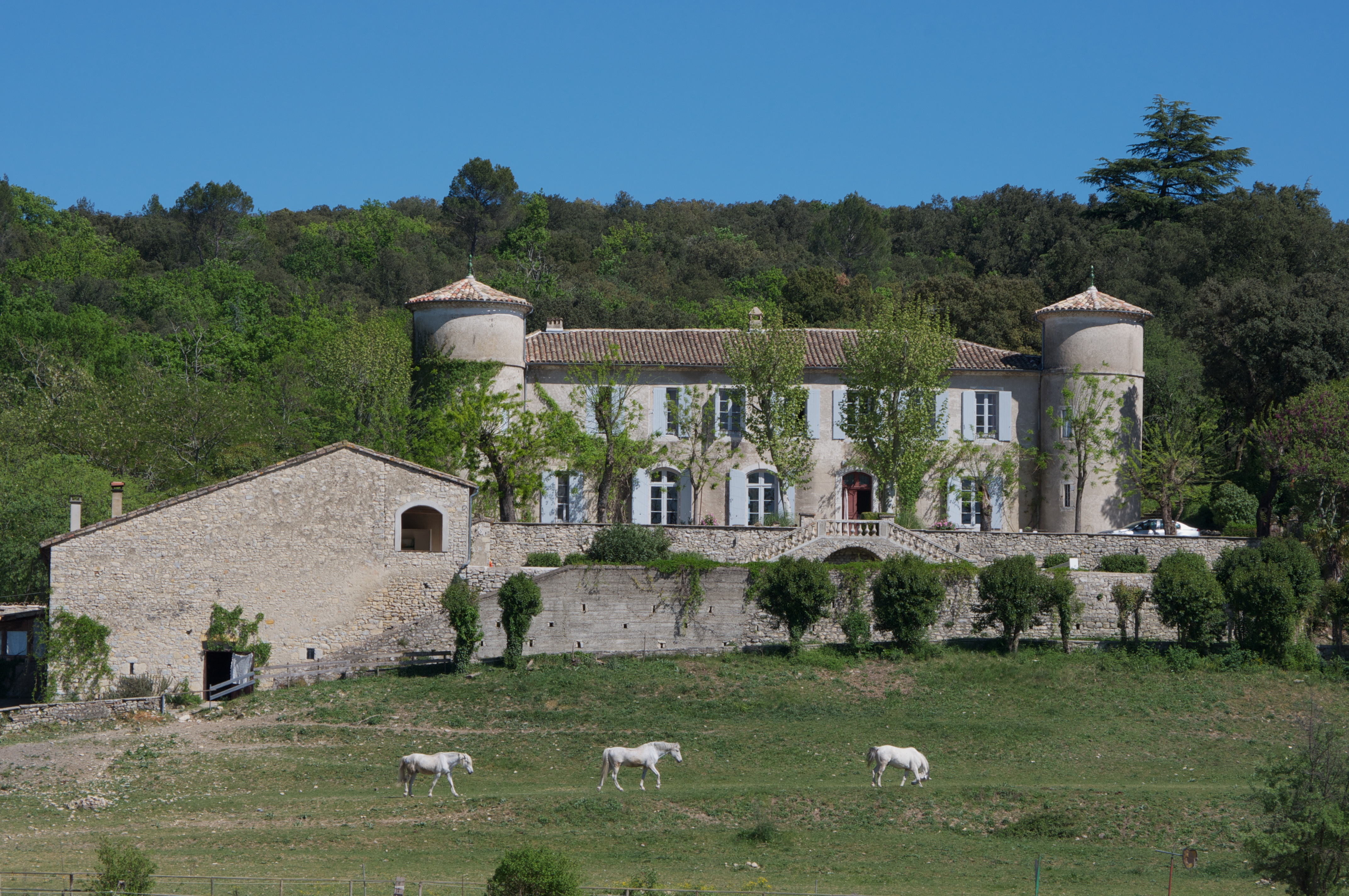
Château de Valfons.
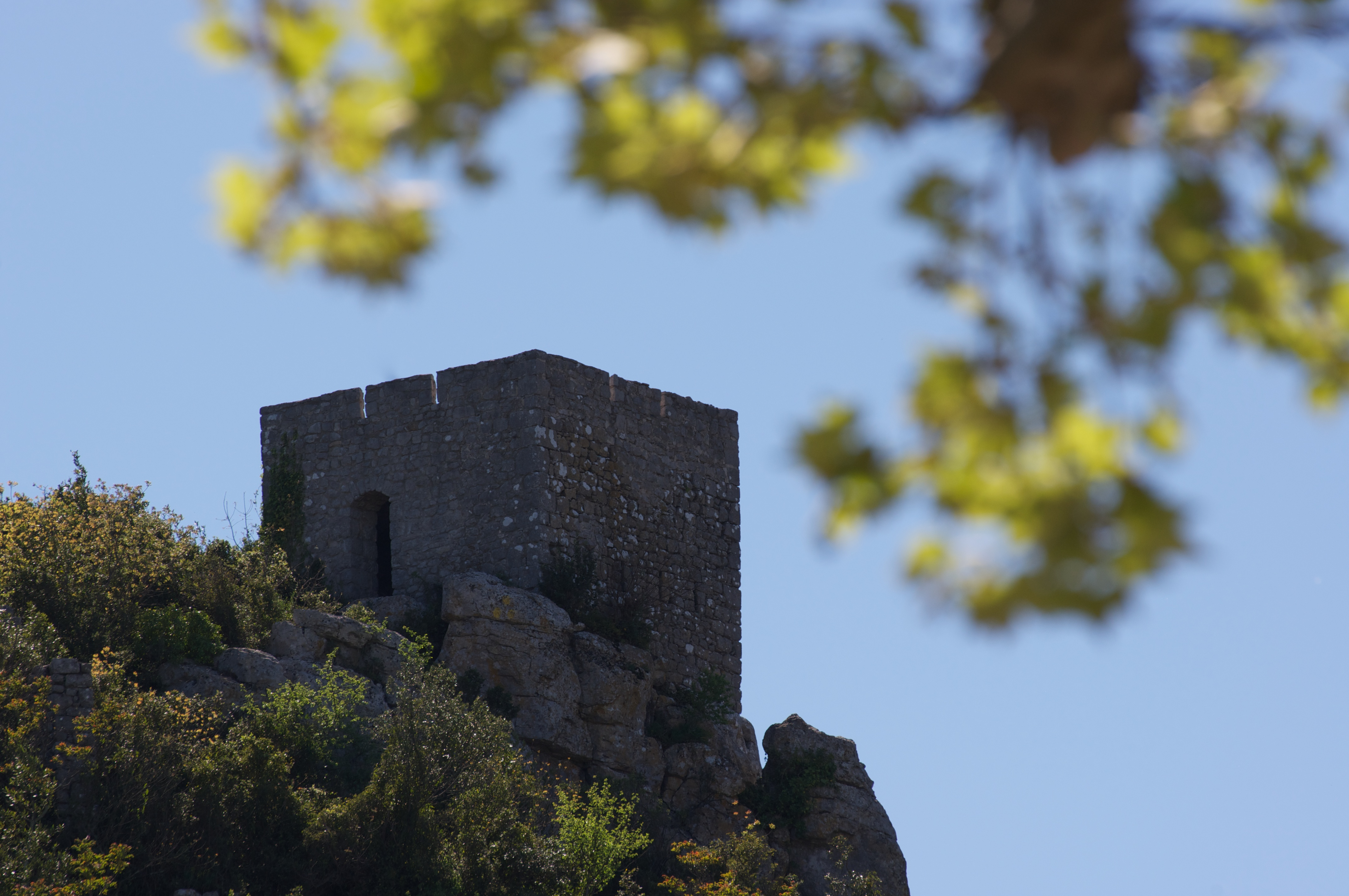
Tour du vieux Castellas.
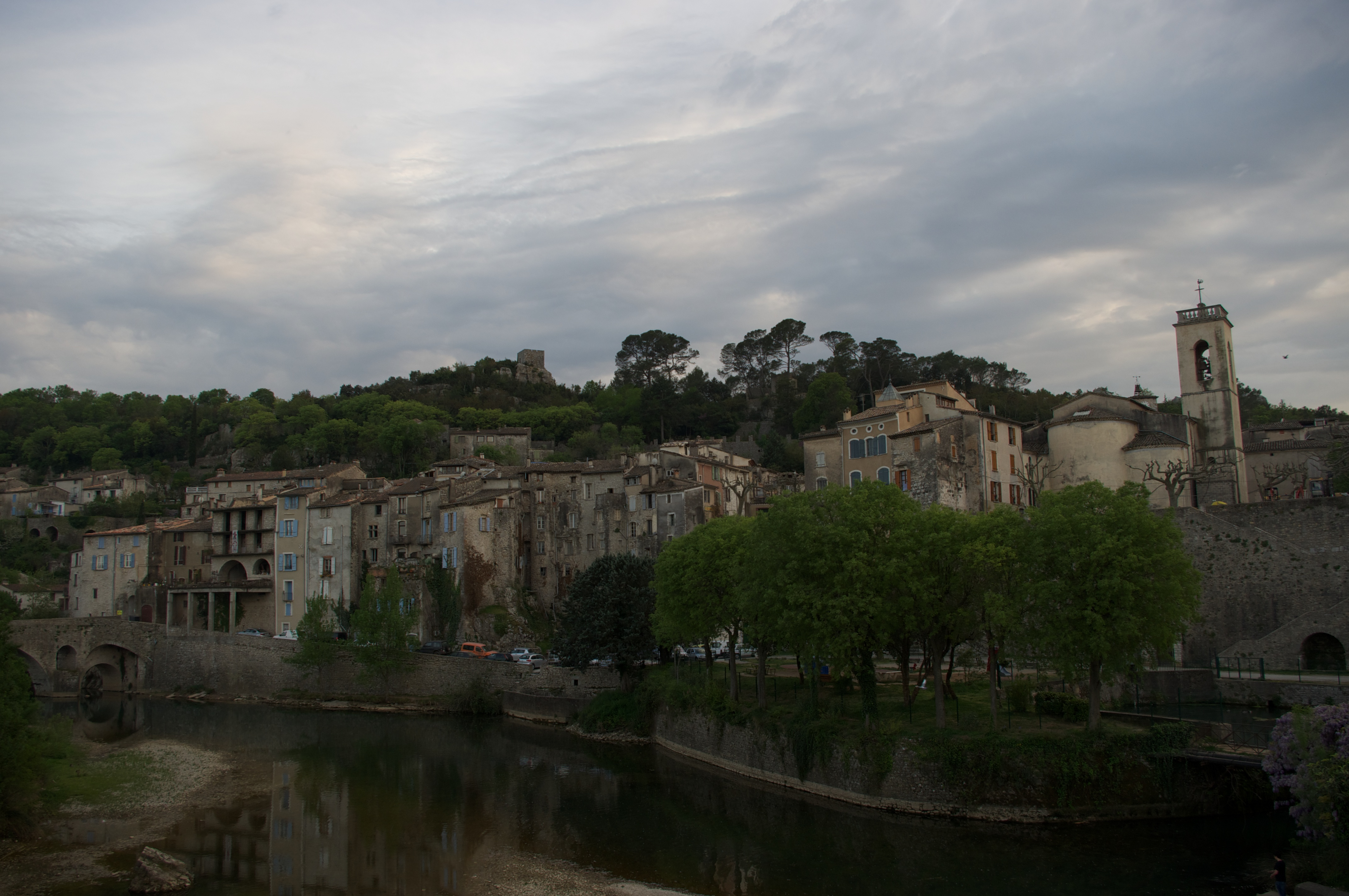
Vieille ville vue des rives du Vidourle.
Une rue de la vieille ville.
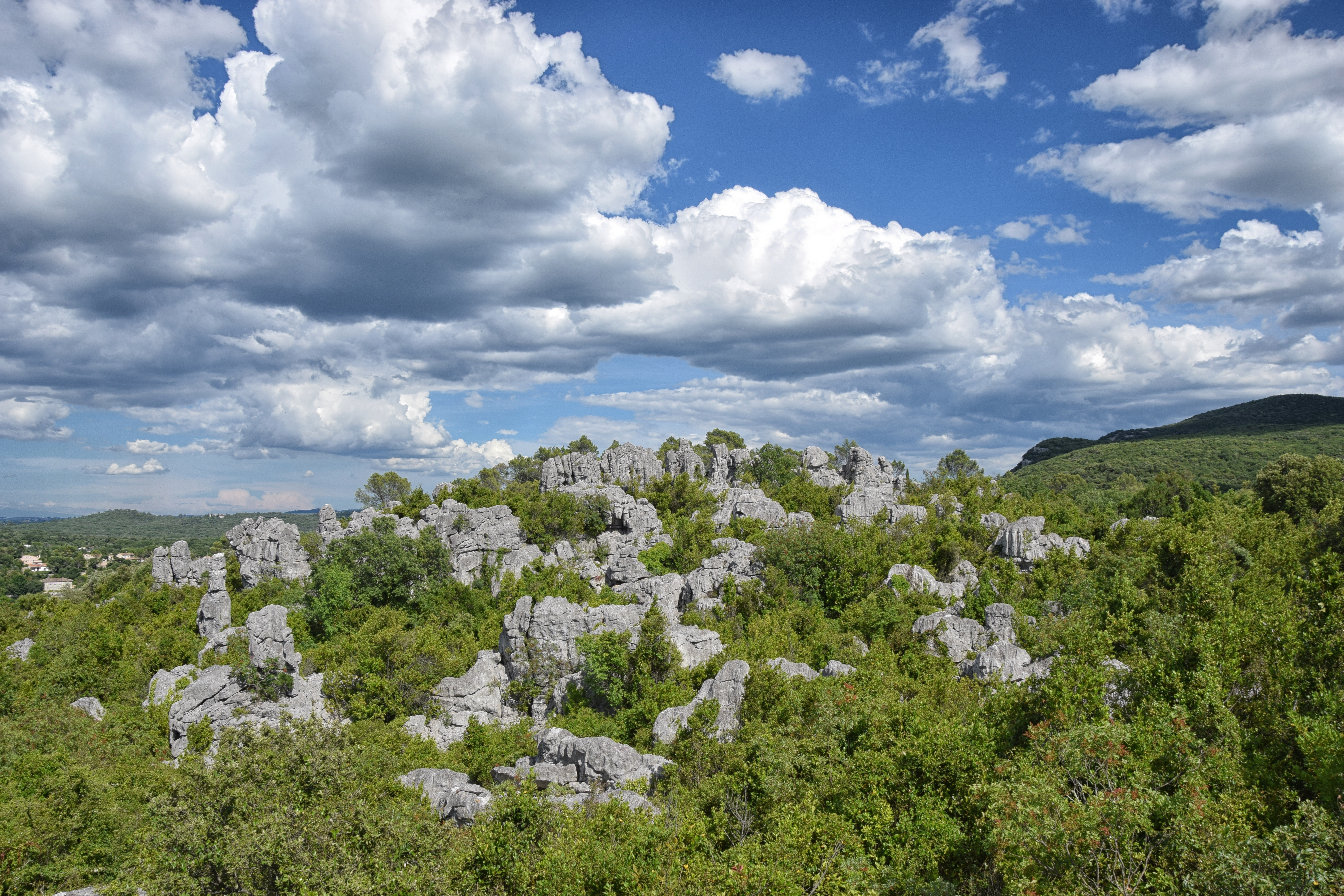
La « mer des Rochers » au-dessus de Sauve.

### Personnalités liées à la commune
- Géraud de Sauve (templier), commandeur de la maison du Temple de Pézenas (1177-1180).
- Diane de Joannis de Chateaublanc y a signé son testament.
- Charlotte de Sauve, née de Beaune-Semblançay, dame d'honneur de Catherine de Médicis.
- Jean Astruc (1664-1766), médecin français, né à Sauve, auteur du premier ouvrage important sur la syphilis et les maladies vénériennes.
- Jean-Pierre Claris de Florian (1755-1794), fabuliste français et auteur de la célèbre chanson Plaisir d'amour.
- Joseph Sécret Pascal-Vallongue (1763-1806), né à Sauve, mort le 17 juin 1806 à Castelleone, général de brigade, blessé mortellement au siège de Gaète.
- Théodore Sivel (1834-1875), né à Sauve, célèbre aéronaute qui avec Croce-Spinelli et Tissandier s'éleva jusqu'à 8 000 mètres en 1875 avec un ballon de 3 000 m3 monté et cousu à Sauve.
- Élie Gounelle (1865-1950), pasteur protestant, né à Sauve, figure emblématique du christianisme social et du mouvement œcuménique international.
- Robert Filliou (1926-1987), né à Sauve, artiste français, lié au mouvement artistique Fluxus.
- François Béranger (1937-2003), chanteur, mort à Sauve.
- Aline Kominsky-Crumb, et Robert Crumb, dessinateurs de BD américain, figures emblématiques de la bande dessinée underground, vivent à Sauve depuis 1993.
- Roger Katan, architecte, vit à Sauve depuis 1999.

### Héraldique
| Blason de Sauve | Blason  | De gueules à la montagne de sable sommée d'une plante de sauge de trois branches de sinople, elle-même encadrée en chef de l'inscription SAL SAL en lettres capitales aussi de sinople, à la muraille crénelée avec deux tours, le tout d'or maçonné de sable, mouvant de la pointe. |
| Blason de Sauve | Détails | Le statut officiel du blason reste à déterminer. |